# Уильям Дуглас из Нитсдейла
Сэр Уильм Дуглас из Нитсдейла (Уильям Геллоуэйский; ок. 1364 — 1391, Данциг, Пруссия) — шотландский дворянин и военачальник.

## Биография
Внебрачный сын Арчибальда Дугласа «Свирепого». Около 1390 года был назначен шерифом Дамфриса.
Участвовал в многочисленных пограничных стычках с англичанами. Озабоченный постоянными набегами ирландцев из Галлоуэй, располагавшейся поблизости от его владений, собрал отряд из 500 рыцарей и их вооруженных слуг. Высадился с этим отрядом в Ирландии около Карлингфорда и атаковал внешние укрепления города. Получив выкуп от горожан, собрался отплывать. Однако был неожиданно атакован отрядом англичан в 500 всадников с одной стороны, и горожанами — с другой. Спешно перестроив свой отряд, отразил атаку, а затем сровнял с землей город. По пути домой ограбил остров Мэн. Сразу же отправился на границу, где шла война с англичанами. Участвовал в походе на Карлайл в 1388 году. Тяготясь миром, заключенным между Англией и Шотландией после битвы при Оттерберне (3 августа 1388), отправился на континент под знамёна Тевтонского ордена, сражавшегося против пруссов. Прибыл в штаб-квартиру ордена в Данциге. Назначен адмиралом орденского флота, насчитывавшего в то время около 240 кораблей. Поссорился с лордом Томасом Клиффордом, также прибывшим на помощь тевтонским рыцарям-крестоносцам. В результате свалки, возникшей между сторонниками шотландца и англичанина, был убит.

## Семья и дети
Женат около 1385 года на Эгидии (ок. 1370 — ок. 1450), дочери короля Шотландии Роберта II Стюарта. Их дети:
- Эгидия Дуглас (род. ок. 1391), замужем за Генрихом Синклером, 2-м графом Оркнейским (ок. 1375 — ок. 1420)[1];
- Уильям Дуглас (род. ок. 1390), лорд Нитсдейл[1].